# Geórgios Tzános
Geórgios Tzános (grec moderne : Γεώργιος Τζάνος), souvent appelé Yórgos Tzános (Γιώργος Τζάνος), est un karatéka grec né le 15 juillet 1989 à Thessalonique. Il a remporté la médaille d'or en kumite moins de 84 kg aux championnats d'Europe de karaté en 2012 à Adeje et 2014 à Tampere. Il s'était auparavant imposé en moins de 75 kg aux Jeux mondiaux de 2009 à Kaohsiung.
Il est médaillé de bronze en kumite par équipes aux championnats d'Europe 2022 à Gaziantep.
Il est médaillé d'argent en kumite des plus de 84 kg aux Championnats d'Europe de karaté 2023 à Guadalajara.